# Bock i Præstegården
Bock i Præstegården er en dokumentarfilm fra 2012 instrueret af Julia Woxberg efter eget manuskript.

## Handling
Gennem en ung svenskers øjne møder vi en omdiskuteret Nørrebro-præst, som uden frygt for det mørke og vilde har været på barrikaderne gennem årtier og alligevel holder liv i gamle traditioner. Han har skabt en farverig verden i sin præstegård, hvor folk kan udtrykke sig frit, og hans tankeverden bringer os i kontakt med livets dybere spørgsmål, især nu når en epoke er ved at afsluttes...